# Улоговина Гауді-Зира

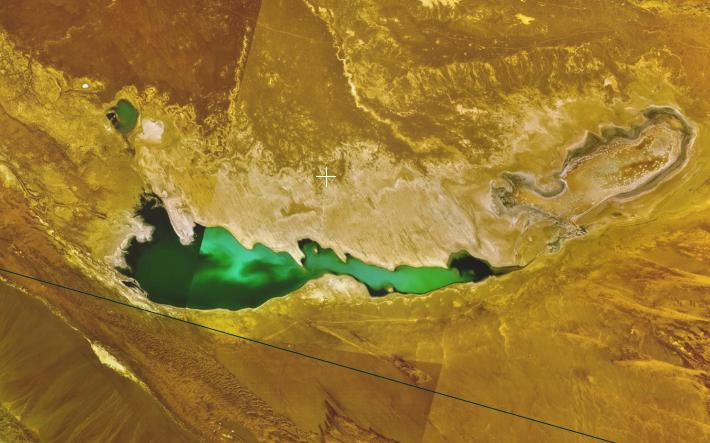
Супутниковий знімок улоговини Гауді-Зира на південному заході Афганістану

Улоговина Гауді-Зира (Gowd-e Zereh) — найнижча частина Систанського басейну, охоплюючого південь Афганістану й Ірану. Систанський басейн є безстічним басейном  складаючийся зі складної системи річок, плавнів, озер і боліт впадаючих в Гамунські озера на південному сході Ірану.  Улоговина має вельми плоский рельєф. Найнижча точка — 467 м над рівнем моря. Вода потрапляє до улоговини лише в вельми вологі роки (не частіше раз 10 років).
В цілому улоговина є провідним рельєфом цього краю. Вона є найнижчою точкою Систанського басейну тому всі водні потоки басейну спрямовані сюди.

## Ресурси Інтернету
- Geography of Lake Hamun (Dariache Hamun) (англ.)
- Restoration, Protection and Sustainable Use of the Sistan Basin (англ.)
- Map location (англ.)

29°50′07″ пн. ш. 61°56′30″ сх. д. / 29.83528° пн. ш. 61.94167° сх. д.
| Іран | Це незавершена стаття з географії Ірану. Ви можете допомогти проєкту, виправивши або дописавши її. |

| Афганістан | Це незавершена стаття з географії Афганістану. Ви можете допомогти проєкту, виправивши або дописавши її. |